# Michio Suzuki (przedsiębiorca)
Michio Suzuki (jap. 鈴木道雄 Suzuki Michio); ur. 10 lutego 1887(dts) w Hamamatsu, zm. 27 października 1982(dts) tamże) – japoński inwestor i przedsiębiorca, założyciel Suzuki.

## Życiorys
Suzuki w czasach dzieciństwa zajmował się zbieraniem bawełny, a następnie stał się producentem krosna tkackiego. W 1909 roku Suzuki zbudował krosno dla swojej matki, a jego konstrukcja była szybsza niż pozostałe krosna. W 1937 roku Suzuki zbudował swój pierwszy samochód.